# 四齿大额蟹
四齿大额蟹（学名：Metopograpsus quadridentatus）为方蟹科大额蟹属的动物。分布于马六甲、爪哇、巴厘巴板、加里曼丹、新几内亚、印度洋以及中国大陆的广东、福建、浙江、山东等地，生活环境为海水，多见于低潮线的岩石缝中或石块下。